# Okręg wyborczy West Looe
Okręg wyborczy West Looe powstał w 1553 r. i wysyłał do angielskiej, a następnie brytyjskiej, Izby Gmin dwóch deputowanych. Okręg obejmował zachodnią część miasta Looe w Kornwalii. Został zlikwidowany w 1832 r.

## Deputowani do brytyjskiej Izby Gmin z okręgu West Looe

### Deputowani w latach 1553–1660
- 1552: J. Ashley, W. Morice
- 1553: A. Nevel, R. Clere, W. Bendlus, R. Mounson
- 1554: C. Heygsham, A. Gilbert, W. St. Aubyn, J. St. Clere, O. Becket, J. Carminowe
- 1558: J. Carminowe
- 1562: J. Fouler, J. Young
- 1570: Clement Throckmorton, J. Fynneux
- 1571: W. Hammond, W. Audley
- 1572: John Awdeley
- 1585: R. Champernoune, J. Hammond
- 1588: M. Patteson, R. Saunderson
- 1592: J Shelbury, H. Beeston
- 1596: R. Hitcham, ??? Lennard
- 1600: R. Hare, R. Verney
- 1603: W. Wade
- 1620: H. Finch, C. Harris
- 1625: John Wolstenholme, E. Thomas
- 1626: John Wolstenholme, J. Rudhall
- 1627: E. Thomas, J. Parker
- 1640–1648: Thomas Arundell of Duloe
- 1640–1644: Henry Killigrew
- 1647–1648: John Arundell
- 1659: William Petty, W. Whitelock

### Deputowani w latach 1660–1832
- 1660–1661: John Buller
- 1660–1661: John Kendall
- 1661–1685: John Trelawny
- 1661–1661: John Nicholas
- 1661–1677: Henry Vernon
- 1677–1680: John Trelawny
- 1680–1685: Jonathan Trelawny
- 1685–1690: James Kendall
- 1685–1689: Henry Trelawny
- 1689–1690: Percy Kirke
- 1690–1695: Edward Seymour
- 1690–1695: Jonathan Trelawny
- 1695–1702: James Kendall
- 1695–1701: John Mountstephen
- 1701–1703: Richard Jones, 1. hrabia Ranelagh
- 1702–1702: Sidney Godolphin
- 1702–1703: Richard Hele
- 1703–1705: Charles Seymour
- 1703–1705: Henry Poley
- 1705–1713: Charles Hedges
- 1705–1707: John Mountstephen
- 1707–1708: Francis Palmes
- 1708–1710: John Conyers
- 1710–1713: Arthur Maynwaring
- 1713–1715: John Trelawny
- 1713–1715: Charles Wager
- 1715–1724: George Delaval
- 1715–1722: Thomas Maynard
- 1722–1727: John Trelawny
- 1724–1733: Edward Trelawny
- 1727–1737: John Willes
- 1733–1734: Thomas Walker
- 1734–1735: Edward Trelawny
- 1735–1741: John Owen
- 1737–1741: John Strange
- 1741–1747: Benjamin Keene
- 1741–1743: Charles Wager
- 1743–1761: John Frederick
- 1747–1757: William Noel
- 1757–1767: William Trelawny
- 1761–1765: Francis Buller
- 1765–1768: John Sargent
- 1767–1774: James Townsend
- 1768–1774: William Graves
- 1774–1784: William James
- 1774–1775: Charles Ogilvie
- 1775–1780: John Rogers
- 1780–1782: John Buller
- 1782–1784: John Somers Cocks
- 1784–1784: John Buller
- 1784–1790: John Scott
- 1784–1784: John Lemon
- 1784–1790: James Adams
- 1790–1796: John de la Pole
- 1790–1796: John Pardoe
- 1796–1802: Sitwell Sitwell
- 1796–1796: John Buller
- 1796–1802: John Hookham Frere
- 1802–1805: James Buller
- 1802–1803: Thomas Smith
- 1803–1806: Quintin Dick
- 1805–1812: Ralph Allen Daniell
- 1806–1812: James Buller
- 1812–1812: Joseph Sydney Yorke
- 1812–1816: Charles Buller, wigowie
- 1812–1816: Anthony Buller, wigowie
- 1816–1826: Charles Hulse, torysi
- 1816–1818: Henry FitzGerald-de Ros, torysi
- 1818–1826: Henry Goulburn, torysi
- 1826–1830: Charles Buller, wigowie
- 1826–1827: John Buller, wigowie
- 1827–1832: Charles Hulse, torysi
- 1830–1831: Charles Buller, wigowie
- 1831–1832: Anthony Buller, wigowie